# Dom Bagieńskich w Tykocinie
Dom Bagieńskich w Tykocinie (ob. Dworek Tykocin) – zabytkowa nieruchomość znajdująca się przy Placu Stefana Czarnieckiego 12 w Tykocinie, w województwie podlaskim. Od 1988 roku budynek wpisany do Rejestru Zabytków.

## Historia
Ze względu na położenie geograficzne, Tykocin leżał na szlaku handlowym między Mazowszem a Wielkim Księstwem Litewskim. Doprowadziło to do rozwoju miasta, które na początku XVII wieku było jednym z większych ośrodków gospodarczych i kulturalnych Podlasia. Wybudowanie przez Żydów istniejącej do dzisiaj synagogi było ukoronowaniem pomyślnego okresu w historii Tykocina.
W połowie XVII wieku do miasta wkroczyli Szwedzi. Nastał czas wojny, zwanej Potopem szwedzkim, która doprowadziła do ogromnych strat architektonicznych i demograficznych. Hetman Stefan Czarniecki, który w podzięce za zasługi w walce z najeźdźcą otrzymał od Sejmu Warszawskiego miasto na własność, postanowił przywrócić mu dawną świetność. Odbudował zniszczony zamek, a dzięki małżeństwu swojej córki, Aleksandry Katarzyny, tykocińskie starostwo przeszło we władanie Gryfitów Branickich – jednego z najbardziej wpływowych rodów magnackich.

Początek wieku XVIII przyniósł grabieże magnackie i pożar, który strawił znaczną część miasta. Hetman Jan Klemens Branicki, wnuk Stefana Czarnieckiego, zadecydował wtedy o renowacji tykocińskiego Rynku. Wzorując się na budownictwie w ówczesnej Francji, stworzył projekt placu pełniącego funkcje, przede wszystkim, reprezentacyjne. Targ miejski przeniesiono w okolice synagogi i rozpoczęto przebudowę dzielnicy chrześcijańskiej.
„Klemens Branicki zaprojektował rynek tykociński na wzór francuski. Z pomnikiem pośrodku, symetrycznie. Mało kto zwraca na to uwagę. Rynki pochodzące z II poł. XVIII w. miały podłużny kształt. W krótszej pierzei była dominanta architektoniczna. W Nicei to był ratusz, w Tykocinie kościół. Dłuższe pierzeje były we Francji zabudowane kamienicami, a w Tykocinie zamiast ciągów kamienic Branicki zaproponował domki drewniane typu dworkowego nawiązując do polskiej tradycji (…)”
Jednym z domów powstałych z polecenia Branickiego był Dom Bagieńskich. O jego pierwszych właścicielach wiadomo dziś jednak niewiele. Rodzina Bagieńskich była drobną szlachtą podlaską i jej członkowie nigdy nie piastowali wyższych urzędów państwowych.  

## Dom Bagieńskich w XXI w.
W miejscu domu wybudowanego przez architektów hetmana Branickiego, stoi zmodernizowany w latach 2003–2004 dworek o łącznej powierzchni 286 m². Czynności remontowe odbyły się pod nadzorem Wojewódzkiego Konserwatora Zabytków. Odrestaurowane XVIII-wieczne drzwi wejściowe prowadzą do wnętrza dworku, w którym stoją pochodzące z XIX i XX wieku meble. Dla oddania klimatu dawnego budownictwa, sosnowe podłogi dworku odtworzono zgodnie z pierwowzorami.
Na podwórzu znajduje się nowo wybudowany budynek gospodarczy z wiatą rekreacyjną. W ogrodzie, prowadzącym nad brzeg Narwi, rosną stare odmiany drzew owocowych oraz krzewów ozdobnych i użytkowych.
Od 2018 roku Dworek Tykocin prowadzi miejsca noclegowe.